# 高野麻里佳
高野 麻里佳（こうの まりか、1994年2月22日 - ）は、日本の女性声優、歌手。東京都出身。青二プロダクション所属。
声優ユニット・イヤホンズのメンバー。イヤホンズとしての所属レーベルはEVIL LINE RECORDS、ソロアーティストとしての所属レーベルは日本コロムビア。オフィシャルファンアプリ『となりのまりんか』を開設している。
代表作は、『それが声優!』（小花鈴）、『灼熱の卓球娘』（天下ハナビ）、『AKIBA'S TRIP -THE ANIMATION-』（伝木凱にわか）、『ひなこのーと』（中島ゆあ）、『三ツ星カラーズ』（さっちゃん）、『ウマ娘 プリティーダービー』（サイレンススズカ）など。

## 経歴
代々木アニメーション学院高等部大宮校卒。マウスプロモーション付属養成所第27期卒。2014年からマウスプロモーションに正式所属。
2014年にufotable 徳島スタジオ制作の四国八十八箇所を扱った情報番組『おへんろ。』にて主役の一人であるめぐみ役を演じて知られるようになり、同番組の主演陣（山下七海、江原裕理）で構成される声優ユニット「TEAM OHENRO。」に参加する。
2015年にテレビアニメ『それが声優!』にメインキャストとして出演。合わせて共にメインキャストを務める高橋李依と長久友紀と共に、同作品から派生した声優ユニット・イヤホンズを結成した。
また、同年12月にはお笑い芸人のゴー☆ジャスがパーソナリティーを務めているゲーム実況動画『ゴー☆ジャス動画@GameMarket』のアシスタントから結成したユニット「エレ☆ガンス」としての活動を開始。
2019年10月1日、青二プロダクションへ移籍。
2020年10月にソロアーティストとしてデビューすることが発表され、翌年2月に日本コロムビアより1stシングル「夢みたい、でも夢じゃない」をリリースした。
2021年5月にはNetflixオリジナルアニメ『エデン』のサラ役で、アニメ作品初主演を果たす。
2021年11月27日、島根県松江市の『松江観光大使』に田澤茉純とともに就任。
2022年10月より体調不良でソロ活動関連のイベント等が中止となる。11月1日には適応障害と診断されたことを受け、治療を優先し活動を制限することを所属事務所の青二プロダクションが発表。
2025年4月2日、青二プロにあて、高野の生命・身体に危害を加えるという脅迫メールが送付されたことから、同社は警察署に被害届を出すとともに、5月10日・11日に開催予定のイベントについて、開催延期または出演辞退とすることを4月30日に発表した。6月18日、脅迫メールに対する警察の捜査状況を踏まえ、関係者のサポートを受けながら活動を再開する旨が発表された。

## 人物・エピソード
三人姉妹の次女で、姉は女優・ダンサーの高野璃奈。
声優を目指したきっかけは、小さいころから本を読むのが大好きで、小学生時代に音読のための練習を各キャラクターにアレンジを加えて楽しんでいたところ、そのことを母親に褒められたことが始まり。その後『ポケットモンスター』のピカチュウと『ONE PIECE』のトニートニー・チョッパーの声優が同じ大谷育江であることを知ったときに、「この人になりたい！」と職業として声優を意識した。
前事務所・マウスプロモーションでの同期には桑原由気、高井舞香、水間友美がいる。
親交のある声優として、声優ユニット・イヤホンズで共に活動している高橋李依、長久友紀が挙げられる。本人達のTwitterでは、時折仲の良さがうかがえるやり取りが発信されている。特に長久とは、イヤホンズとして長年共に活動し、2019年には長久が所属する青二プロダクションに移籍したことで、同じ事務所の先輩後輩としての関係も出来た。
好きな食べ物はビーフジャーキーで、アフレコ現場などに行く際は私用のバッグに常時携帯している。
芸能活動においての自身のフルネームのローマ字表記は複数通りあり、一例としてはイヤホンズのCDパッケージなどに表記されているローマ字は『MARIKA KOUNO』であることに対し、ソロ名義のCDジャケットには『MARIKA KOHNO』と表記されている。

## 出演
太字はメインキャラクター。

### テレビアニメ
2014年
- アイカツ!（女の子）
- 少年ハリウッド -HOLLY STAGE FOR 49-（安田理子）
- 地下すぎアイドル あかえちゃん（歌ウタコ、パク子）
- RAIL WARS!（城ヶ崎なみ、カオリ）
- ログ・ホライズン（2014年 - 2021年、桃色姉妹、くりのん） - 2シリーズ

2015年
- アルスラーン戦記（町娘）
- オーバーロード（2015年 - 2018年、ネム・エモット、ヴァンパイア・ブライド） - 2シリーズ
- グリザイアの楽園（ダニーの妹）
- ご注文はうさぎですか??（庶民部員C）
- 四月は君の嘘（女子生徒）
- SHOW BY ROCK!!（2015年 - 2016年、しばりん） - 2シリーズ
- 食戟のソーマ（サービス部門女子D）
- それが声優!（小花鈴）
- VALKYRIE DRIVE -MERMAID-（E9）
- 監獄学園（カップル女）
- ミカグラ学園組曲（友人）
- 落第騎士の英雄譚（生徒、女子）

2016年
- Re:ゼロから始める異世界生活（2016年 - 2024年、ペトラ・レイテ） - 4シリーズ / 2020年に第1期新編集版が放送
- 斉木楠雄のΨ難（マイマイ）
- 灼熱の卓球娘（天下ハナビ）
- ファンタシースターオンライン2 ジ アニメーション（マリカ）
- フリップフラッパーズ（ニュニュ）

2017年
- AKIBA'S TRIP -THE ANIMATION-（伝木凱にわか）
- ひなこのーと（中島ゆあ）
- 異世界はスマートフォンとともに。（2017年 - 2023年、ユミナ・エルネア・ベルファスト） - 2シリーズ
- アニメガタリズ（ふみ）
- Wake Up, Girls! 新章（森名能亜）

2018年
- 三ツ星カラーズ（さっちゃん）
- スロウスタート（椿森幸）
- ウマ娘 プリティーダービー（2018年 - 2023年、サイレンススズカ） - 3シリーズ
- ソードアート・オンライン オルタナティブ ガンゲイル・オンライン（2018年 - 2024年、シャーリー） - 2シリーズ
- 愛玩怪獣

2019年
- 聖闘士星矢 セインティア翔（悪意のエモニ）
- ぼくたちは勉強ができない（唯我水希） - 2シリーズ
- Dr.STONE（生徒）
- グランベルム（クレア・フーゴ）
- うちの娘の為ならば、俺はもしかしたら魔王も倒せるかもしれない。（シルビア）
- 慎重勇者〜この勇者が俺TUEEEくせに慎重すぎる〜（ニーナ）
- 放課後さいころ倶楽部（高屋敷綾）
- アフリカのサラリーマン（ネコ）
- ノー・ガンズ・ライフ（2019年 - 2020年、スカーレット・ゴズリング） - 2シリーズ
- アズールレーン（2019年 - 2020年、初春、ピュリファイアー）
- ONE PIECE（女の子）

2020年
- 群れなせ!シートン学園（伊原シホ）
- ゲゲゲの鬼太郎（第6作）（ツカサ）
- かぐや様は告らせたい シリーズ（2020年 - 2022年、槇原こずえ / マッキー先ハイ） - 2シリーズ
- うまよん（サイレンススズカ〈グリーンスズカ〉）
- デジモンアドベンチャー:（2020年 - 2021年、太刀川ミミ）
- ミュークルドリーミー（2020年 - 2022年、ねね） - 2シリーズ
- 神達に拾われた男（2020年 - 2023年、ミーヤ） - 2シリーズ

2021年
- SHOW BY ROCK!! STARS!!（しばりん）
- 結城友奈は勇者である ちゅるっと!（上里ひなた）
- BLUE REFLECTION RAY/澪（司城夕月）
- 聖女の魔力は万能です（ニコル・アードラー）
- SCARLET NEXUS（ツグミ・ナザール）
- D_CIDE TRAUMEREI THE ANIMATION（伊吹咲愛莉）
- 現実主義勇者の王国再建記（カエデ・フォキシア）
- 精霊幻想記（2021年 - 2024年、千堂亜紀） - 2シリーズ
- 結城友奈は勇者である -大満開の章-（上里ひなた）
- 境界戦機（能瀬ヒナ）

2022年
- リアデイルの大地にて（マイ）
- イロドリミドリ（月鈴白奈）
- くノ一ツバキの胸の内（ヒナギク）
- ビルディバイド -＃FFFFFF-（カミーリア）
- このヒーラー、めんどくさい（受付、受付嬢）
- 5億年ボタン【公式】〜菅原そうたのショートショート〜（2022年 - 2024年、井上博士、マァト） / 2024年に13話、14話が放送。
- 後宮の烏（九九）
- デジモンゴーストゲーム（真由里）
- 恋愛フロップス（カリン・イステル）
- 令和のデ・ジ・キャラット（アニメ女子〈1〉）
- 聖剣伝説 Legend of Mana -The Teardrop Crystal-（ルヴァーンシュ）
- 勇者パーティーを追放されたビーストテイマー、最強種の猫耳少女と出会う（ニーナ）
- クールドジ男子（2022年 - 2023年、ミキ、女性）

2023年
- お兄ちゃんはおしまい!（緒山まひろ）
- レベル1だけどユニークスキルで最強です（イヴ・カルスリーダー）
- SYNDUALITY Noir（2023年 - 2024年、フラム） - 2シリーズ
- ラグナクリムゾン（2023年 - 2024年、マジョルカ・アボット）

2024年
- 花野井くんと恋の病（のんちゃん）
- Lv2からチートだった元勇者候補のまったり異世界ライフ（グレアニール）
- ブルーアーカイブ The Animation（天雨アコ）
- 異世界失格（ヒカリ）
- ポケットモンスター (2023)（サザレ）

2025年
- 紫雲寺家の子供たち（紫雲寺清葉）

### 劇場アニメ
- 陽なたのアオシグレ（2013年、生徒たち）
- BAYONETTA Bloody Fate（2013年）
- Wake Up, Girls! Beyond the Bottom（2015年、森名能亜[89]）
- ポッピンQ（2016年、オックー）[90]
- 斗え！スペースアテンダントアオイ（2019年、レイ[91]）
- 名探偵コナン 100万ドルの五稜星（2024年、吉永神子[92]）
- 劇場版 鬼滅の刃 無限城編 第一章 猗窩座再来（2025年、産屋敷くいな）

### OVA
2010年代
- デジモンアドベンチャー tri.（2016年）
- Re:ゼロから始める異世界生活 Memory Snow（2018年、ペトラ）
- ウマ娘 プリティーダービー BNWの誓い（2018年、サイレンススズカ）
- ぼくたちは勉強ができない（2019年 - 2020年、唯我水希）- コミックス第14・16巻アニメBD同梱版

2020年代
- うまよん（2021年、サイレンススズカ） - Blu-ray BOX新作ショートアニメ

### Webアニメ
2010年代
- マウスどうぶつえん（2018年、シャムネコのまりか）
- 天体のメソッド「もうひとつの願い」（2019年、キャロル）

2020年代
- Re:ゼロから始める休憩時間 2nd season（2020年、ペトラ）
- エデン（2021年、サラ）
- 月曜日のたわわ2（2021年、チアちゃん）
- KAIJU DECODE 怪獣デコード（2021年、ミル）
- ゲーム『ウマ娘 プリティーダービー』1st Anniversary Special Animation（2022年、サイレンススズカ）
- ブルーアーカイブ 1.5周年記念ショートアニメーション（2022年、天雨アコ）
- しんでゅありてぃ科学講座（2023年、フラム）
- リーゼロッテのわくわくまじかる商会（2024年、千堂亜紀）

### ゲーム
2013年
- みゃうじー

2014年
- 御城プロジェクト（忍城、鳥取城、防己尾城、富山城）
- 里見八犬伝 浜路姫之記（正月）
- 千年の巨神（マァル）
- トイズドライブ（パルテ・レナード）
- Tokyo 7th シスターズ（2014年 - 2019年、逢原ミウ）
- ヒーローズプレイスメント（井の頭風、兼元瑞葉、樹野水月、ウルスラ・ウルクス、三方章子、岡崎八丁）
- ファンタシースターオンライン2 es（トールマリンカ、フリートマリンカ、シルフマリンカ）
- BREAK雀BURST（リリィ）

2015年
- クリミナルガールズ2（エンリ）
- けものフレンズ（イリオモテヤマネコ、バビルサ 他）
- 城姫クエスト（宇和島城）
- CLOSERS（ウサギ＝シライ、シャオリン）
- サカナコネクション（まより）
- 車なごコレクション（カローラフィールダー、コペン ローブ、プロボックス、クラウンロイヤル）
- シューティングガール（西戸可憐）
- 絶対迎撃ウォーズ（キッカ）
- 戦国姫譚MURAMASA-雅-（ねね、大村純忠）
- Diss World（スティクス）
- ヴァリアントナイツ（シアン＝ベローナ）
- ファイアーエムブレムif（ミドリコ）
- 妖怪百姫たん!（土蜘蛛、鷹神、饕餮）
- 嫁コレ（小花鈴、めぐみ）
- 刻のイシュタリア（アルハザード、セイテンタイセイ、ローゼンクロイツ、ツクヨミ）

2016年
- アカシックリコード（“鉄扇公主”ラセツ、千夜の語り手シェヘラザード、“やばたん“張飛）
- イロドリミドリ（月鈴白奈）
- 御城プロジェクト:RE（忍城、富山城、防己尾城、鳥取城、スワローズ・ネスト）
- 円環のパンデミカcode-S-（弥雲ハヅキ）
- 逆転オセロニア（リーン&ゲイル）
- 幻塔戦記グリフォン（女性ボイス）
- ゴッドオブハイスクール【神スク】（蒼生桃子）
- Sid Story（ベロニカ）
- 白猫プロジェクト（マリ・プレーン）
- THE TOWER OF PRINCESS（オディール）
- 真空管ドールズ（イルザ）
- 神獄塔 メアリスケルター（白雪姫）
- 戦国無双 〜真田丸〜（茶々）
- 誰ガ為のアルケミスト（シェイナ）
- ドラゴンジェネシス -聖戦の絆-（レギンレイヴ）
- HIDE AND FIRE［ハイドアンドファイア］（ジェジェ）
- ブレイブソード×ブレイズソウル（ミョルニル）
- ブレイブリークロニクル（エルリス・リリー・エリゴス）
- BLADE ‐ブレイド 天から堕ちる千の刃‐（リモン）
- 編隊少女 -フォーメーションガールズ-（赤尾茜）
- ミラクルニキ（サクラ）
- 輝星のリベリオン（茶々）
- メダロット ガールズミッション（綾野くるみ）
- ユバの徽（シーダ・シェラ、コヒカ、ヤナ）

2017年
- モンスターハンターダブルクロス（ミルシィ）
- あくしず戦姫 〜戦場を駆ける乙女たち〜（P-40ウォーホーク、フェアリーフルマー、そうりゅう、P-51Dムスタング、Bf109Fフリードリヒ、零式艦上戦闘機二一型）
- ブルー リフレクション 幻に舞う少女の剣（司城夕月）
- クラッシュ・オブ・パンツァー（カティ・グスタフ・エミール・マンネルヘイム）
- オルタナティブガールズ（鬼束千穂）845980578583326720
- ガンガンピクシーズ（ビーたん / ウサマエル）
- 追放選挙（一条未彩）
- 戦艦少女R（應瑞、敷波）
- 結城友奈は勇者である 花結いのきらめき（2017年 - 2022年、上里ひなた）
- フィギュアヘッズ エース（雅）
- グルーヴコースター3EX ドリームパーティー（雅）
- エアリアルレジェンズ（シンドバッド）
- Q&Qアンサーズ（神曲）
- ロード オブ ヴァーミリオン IV（アンゴルモア）
- ミトラスフィア（ヒルデガルド・タナイーズ、ポロシリ・ハトゥン）
- SHOW BY ROCK!!（しばりん）
- 限界凸城 キャッスルパンツァーズ（フラウ・ソワーズ）
- きららファンタジア（ランプ）
- 天華百剣 -斬-（瓶割刀）
- 侵攻のオトメギアス（リヴィ、ビーネ、ギネヴィア）
- レイヤードストーリーズ ゼロ（ミシャラ、スフィン、メアリーQ）
- 幻想神域 -Link of Hearts-（白雪姫、ヴィーナス）
- ナイツクロニクル（オハラ、ジュリー）

2018年
- クイズRPG 魔法使いと黒猫のウィズ（チェチェ・ウルラーレ）
- アリス・ギア・アイギス（2018年 - 2024年、小芦睦海）
- 装甲娘（ハナゾノ リリコ、タカナシ キヨラ）
- Death end re;Quest（クレア・グレイブ）
- 政剣マニフェスティア（クラリス・オカザキ）
- マギアレコード 魔法少女まどか☆マギカ外伝（2018年 - 2024年、伊吹れいら）
- スーパーガンダムロワイヤル（フィオリーナ・フィリー）
- メガスマッシュ（ミーシャ）
- アズールレーン（初春）
- キングスレイド（シア）
- CARAVAN STORIES（ロロタタ）
- メビウス ファイナルファンタジー（ソフィ）
- テリアサーガ（セレン、ロニー、マドレーヌ）
- 神獄塔 メアリスケルター2（白雪姫）
- ソードアート・オンライン フェイタル・バレット（シャーリー） - DLC追加キャラクター
- アビス・ホライズン（キエフ、フィービ、ル・ファンタスク）
- フリージング エクステンション（キャシー・ロックハート）
- ブラウンダスト（エリーン）
- プレカトゥスの天秤（ニエンテ）
- マップラス＋カノジョ（興梠絵麻）
- グラフィティスマッシュ（サーニェ）
- ORDINAL STRATA -オーディナル ストラータ-（ステラ）
- SPEED WITCH BATTLE（レギーナ）

2019年
- 神姫覚醒メルティメイデン（セラフィス）
- 荒野のコトブキ飛行隊 大空のテイクオフガールズ!（ガーベラ）
- DarkAvenger X（アーチャー）
- MASS FOR THE DEAD（ネム・エモット）
- グリムエコーズ（グレーテル）
- 永遠の七日（ルル、ジャーリヤ）
- 蒼藍の誓い ブルーオース（サンフアン、フッド、ヴィットリオ・ヴェネト、イータ）
- ファイアーエムブレム 風花雪月（クロニエ / モニカ）
- ファイアーエムブレム ヒーローズ（2019年 - 2022年、クロニエ、ミドリコ、モニカ）
- アルカ・ラスト 終わる世界と歌姫の果実（アカネ）
- アズールレーン クロスウェーブ（ピュリファイアー）
- 社長、バトルの時間です!（レディ・クール）
- WAR OF THE VISIONS ファイナルファンタジー ブレイブエクスヴィアス 幻影戦争（リレルリラ）
- ワールドフリッパー（カーラ）
- けものフレンズ3（アフリカニシキヘビ）

2020年
- ポーカースタジアム（ノエル）
- Death end re;Quest2（クレア・グレイブ）
- クラッシュフィーバー（メビウス）
- この素晴らしい世界に祝福を! ファンタスティックデイズ（メリッサ）
- SHOW BY ROCK!! Fes A Live（しばりん）
- 装甲娘 ミゼレムクライシス（オーディーン）
- 神獄塔 メアリスケルターFinale（白雪姫、アイアン・メイデン）
- 八月のシンデレラナイン（藤堂たいら）
- 魔女の泉3 Re: Fine（アイールディ）

2021年
- ラクガキ キングダム（桃瀬ユノ）
- Re:ゼロから始める異世界生活 偽りの王選候補（ペトラ）
- ウマ娘 プリティーダービー（2021年 - 2024年、サイレンススズカ）
- ルーンファクトリー5（シモーヌ）
- 白夜極光（パシ、マギー）
- グランブルーファンタジー（2021年 - 2024年、エニュオ、サイレンススズカ）
- 戦国無双5（みつき）
- Fate/Grand Order（2021年 - 2024年、妖精騎士ランスロット / メリュジーヌ / メリュジーヌ・オンディーヌ）
- SCARLET NEXUS（ツグミ・ナザール）
- 新すばらしきこのせかい（ココ）
- 永遠の7日-終わりなき始まり（ルル、ジャーリヤ）
- D_CIDE TRAUMEREI（伊吹咲愛莉）
- ポケモンマスターズEX（ルスワール）
- コードギアス Genesic Re;CODE（瑠姫）
- BLUE REFLECTION TIE/帝（司城夕月）
- ときめきメモリアル Girl's Side 4th Heart（花椿ひかる）
- スターメロディー ユメミドリーマー（2021年 - 2022年、風張歩）
- ELYON（イヴ・エステ）
- ブルーアーカイブ -Blue Archive-（2021年 - 2024年、天雨アコ）
- グランサガ（エレノア）
- カウンターサイド（エデル・マイトナー）

2022年
- アークナイツ（ラ・プルマ）
- Shadowverse（サイレンススズカ）
- インフィニティソウルズ（恋）
- ファイアーエムブレム無双 風花雪月（モニカ＝フォン＝オックス、クロニエ）
- ゼノブレイド3（エックス）
- Echocalypse -緋紅の神約-（彗星）
- ドラゴンクエストX 天星の英雄たち オンライン（テトラル）
- ドラえもん のび太の牧場物語 大自然の王国とみんなの家（オリ）

2023年
- ONE PIECE ODYSSEY（リム）
- 超探偵事件簿 レインコード（ワルナ）
- ガーディアンテイルズ（シア)
- BLUE REFLECTION SUN/燦（司城夕月）
- ドラゴンクエストモンスターズ3 魔族の王子とエルフの旅（ホイミン）
- グランブルーファンタジー ヴァーサス -ライジング-（サイレンススズカ）

2024年
- 護縁（ジニー）
- ウマ娘 プリティーダービー 熱血ハチャメチャ大感謝祭!（サイレンススズカ）
- Death end re;Quest Code Z（樋泉楓 / クレア・グレイブ、ヒイズミ・フーキ）

2025年
- 魔法少女まどか☆マギカ Magia Exedra（伊吹れいら）

### ドラマCD
- ちゃんおぷ的！ドラマ 〜四葉の趣味探し feat. 芽衣子&七瀬 爆裂女子会議!!〜（2014年、店員マリ）
- ちゃんおぷ的！ドラマ 〜四葉のリフレッシュ休暇 feat.凛&さくら 女子旅妄想会議！〜（2014年、店員マリ）
- 聖闘士星矢 セインティア翔（2015年、アテ妹[241]） - 『チャンピオンRED』2015年12月号特別付録
- バカとテストと召喚獣『僕と兄さんと謎の抱き枕』（2015年、玉野美紀） - 単行本12.5巻ドラマCD付き特装版
- ウマ娘 プリティーダービー シリーズ（2016年 - 2018年、サイレンススズカ） - 16作品[一覧 15]
- 乃木若葉は勇者である Vol.1、2（2016年、上里ひなた[242][243]）
- お兄ちゃんはおしまい！ Vol.1 - 3（2018年 - 2021年、緒山まひろ[244]）

### 吹き替え
- ピーターパンと魔法の本（2019年、ティンカーベル）
- 万聖街（2022年、リリィ[245]）
- アイドルプリンセス★ロリロック （2025年）
- パフィンの小さな島（2025年、ババ[246]）

### パチスロ
- パチスロ 花人 -はなんちゅ-（花咲ナミ[247]）

### ラジオ
※はインターネット配信。太字は現在継続中。
- イヤホンズのあなたのお耳にプラグイン!（2015年、文化放送）[248]
- ラジオ モモキュンソード R!（2015年、HiBiKi Radio Station※）[249]
- それが声優!Presents WEBラジオ!（2015年、音泉※・HiBiKi Radio Station※・アニメイトTV※）[250]
- 爽快！疾走！Radio!「CLOSERS」（2015年 - 2016年、音泉※）[251]
- 爽快！疾走！Radio!「CLOSERS」+（ぷらす）（2016年、音泉※）[252]
- 高野麻里佳 あなたの隣家のまりんか（2016年 - 2017年 、超!A&G+※・ニコニコチャンネル※）[253]
- ぱかラジッ!〜ウマ娘広報部〜（2016年 - 2019年、HiBiKi Radio Station※）[254]
- アキバ電波警団（2017年、ニコニコ生放送※）[255]
- モンハンラジオ モンスターハンターダブルクロスステーション（2017年、音泉※）[256]
- 高野麻里佳のスーパーマリカクラブ（2017年 - 、音泉※）[257]
- イヤホンズの三平方の定理（2018年 - 、音泉※）[258]
- まりんか・とみたんのRadioフジゲームス+（2018年 - 2019年 、超A&G+※）[259]
- 今日もがんばりんか!!（2019年、i-dio アニソンHOLIC）[260]
- 超!A&G+マンスリースペシャル　高野麻里佳のどうのコウノおっしゃらず (2022年3月度、超!A&G+※)
- キミノラジオ 〜放課後ペンギン放送局〜（2022年 - 、ポプラキミノベル公式サイト内ペンギン放送局※、ほか複数） - のべぺん 役[261]
- 『恋愛フロップス』ラジオ おいでよ！あさひんち（2022年、音泉※）

### ボイスコミック
- 白聖女と黒牧師（2019年、セシリア[262]）
- ぜっしゃか！-私立四ツ輪女子学院絶滅危惧車学科-（2020年、美間乃々香[263]）
- 拝啓…殺し屋さんと結婚しました（2021年 - 2023年、せつな[264][265]）
- 「きみを愛する気はない」と言った次期公爵様がなぜか溺愛してきます（2021年 - 2022年、エルサ[266]）
- ドロンドロロン（2022年、クサナギ[267]）
- どれが恋かがわからない（2022年、リリ[268]）
- じつは義妹でした。〜最近できた義理の弟の距離感がやたら近いわけ〜（2022年、上田ひなた[269]）

### オーディオブック
- 世界から猫が消えたなら（2015年、キャベツ）
- 億男（2017年、まどか）

### 舞台
- 芝居集団 雪時雨「白いぬくもり」
- 君死にたまふことなかれ（C班 雨宮しをり）
- リーディングアクト「六人の嘘つきな大学生」（2022年6月22日 - 25日、渋谷区文化総合センター大和田 さくらホール）- 矢代つばさ 役[270]

### テレビ番組
※はインターネット配信。
- ゲームのがっこう（2013年 - 2019年、ニコニコチャンネル※）アシスタントMC[271]
- アプリのがっこう（2014年 - 2016年、ニコニコチャンネル※）アシスタントMC
- PSO2アークス候補生！高野麻里佳編（2014年 - 2016年、ニコニコチャンネル※）[272]
- おへんろ。〜八十八歩記〜（2014年 - 2015年、岡山放送 他）めぐみ 役[273]
- ゴー☆ジャス動画@GameMarket（2014年 - 、YouTube※）女性アシスタント「エレ☆ガンス」
- アニメぴあちゃんねる（2016年 - 2017年、ニコニコ生放送※）
- まりんか くわちゃん のコタツあそび（2016年 - 2018年、ニコニコ生放送※）[274]
- 異世界はLINE LIVEとともに。（2017年、LINE LIVE※）[275]
- 天才!カラーズTV（2017年、AT-X・ニコニコ動画※）[276]
- 秋田女子学園マスコミ研究会（2017年 - 2019年、ニコニコ生放送※）[277]
- 乃木坂46弓木奈於とやみつきちゃん（2021年 - 2022年、ひかりTV / ひかりTVチャンネル＋（dTVチャンネル内））ナレーション[278]
- かまいちょぱ（2022年 - 2023年、GYAO!※）ナレーション[279]
- ホロごえっ!（2024年 - 、ABEMA※）水曜MC

### テレビドラマ
- 天国と地獄〜サイコな2人〜（2021年、ケイト） - 声の出演

### 実写映画
- ハケンアニメ!（2022年5月20日、群野葵[280]）
  - 劇中アニメ『サウンドバック 奏の石』（トワコ）

### CM
- ナースパワー
- ファンタシースターオンライン2
  - 「いっしょにやろ！」編
  - 「PSO2で待ってるよ！」編
- 幻獣契約クリプトラクト
- マルイノアニメ「猫がくれたまぁるいしあわせ」（平倉るる[281]）
- ウェブルート

### PV
- 怪物メイドの華麗なるお仕事 PV（2021年、スミレ[282]）
- 保健室のオトナな先輩、俺の前ではすぐデレる PV（2022年、白瀬柚月[283][284]）
- お兄ちゃんはおしまい!コミックス発売記念PV（2022年 - 2024年、緒山まひろ[285]） - 3作品[一覧 16]

### ASMR
- エクラント・ドールズ
  - ASMR恋煩いの人形たち～明暗超えし天色の少女～（2020年、ミスラ・ユノア[286]）
  - ASMR恋煩いの人形たちP.L.U.S.～ミスラと過ごす思い出タイム～（2022年、ミスラ・ユノア[287]）
- 幼なじみからの恋愛相談。相手は俺っぽいけど違うらしい 無料ASMR「ねぇ、5分だけ電話してもいい？」（2021年、雛形栞[288]）
- やおよろ温泉郷 〜兎神ましろのさみしがり屋だけど深い愛情を込めたご奉仕〜（2022年、兎神ましろ）
- 絶対恋愛少女～比那名居天子と恋人になる程度の日々～（2024年、比那名居天子）
- 嘘つき死神少女と過ごす最後の五日間～君の魂をもらいに来たの～（2024年、セフィ）

### その他コンテンツ
- CHIKA☆CHIKA IDOL（赤崎天花[289]）
- 『ディシディア ファイナルファンタジー』ファミ通公式プレイヤー[290]
- イロドリミドリ（月鈴白奈[291]）
- てくのたん（安芸乃てく[292])
- ゲームギフト（十時きぃ）
- 悠久のユーフォリア（客星のリーン・ホワイトスピリット）
- ワンダータクティクス ボイスドラマ『私の英雄（ヒーロー）に祝福を!!』（ツバキ）
- アニソンHOLIC（アニホリちゃん）
- 歴史ゴーストバスターズ2 ボイスドラマ（2021年、天照和子[293]）
- KAIJU DECODE 怪獣デコード -first contact-（2021年、ミル[94]）
- ローソン銀行 いらっしゃいま声優ATM（2022年）[294]

## ディスコグラフィ

### シングル
|            | 発売日         | タイトル                 | 規格品番     | 規格品番   | オリコン 最高位 |
| 初回限定盤 | 発売日         | タイトル                 | 通常盤       |            | オリコン 最高位 |
| ---------- | -------------- | ------------------------ | ------------ | ---------- | --------------- |
| 1st        | 2021年2月24日  | 夢みたい、でも夢じゃない | COZC-1720/1  | COCC-17858 | 29位            |
| 2nd        | 2021年7月14日  | New story                | COZC-1769/70 | COCC-17884 | 20位            |
| 3rd        | 2022年10月12日 | LOVE&MOON                | COZC-1938/9  | COCC-18034 | 14位            |

### アルバム
|            | 発売日        | タイトル | 規格品番    | 規格品番   | オリコン 最高位 |
| 初回限定盤 | 発売日        | タイトル | 通常盤      |            | オリコン 最高位 |
| ---------- | ------------- | -------- | ----------- | ---------- | --------------- |
| 1st        | 2022年2月23日 | ひとつ   | COZX-1866-7 | COCX-41715 | 30位            |

### その他
| 発売日        | タイトル       | 備考 |
| ------------- | -------------- | --- |
| 2017年6月18日 | UNRULY COASTER | イヤホンズの活動内で発表された、事実上1曲目のソロとしての楽曲。イヤホンズ2ndアルバム『Some Dreams【初回限定盤】』に収録。 |
| 2018年3月14日 | UNRULY COASTER | イヤホンズの活動内で発表された、事実上1曲目のソロとしての楽曲。イヤホンズ2ndアルバム『Some Dreams【初回限定盤】』に収録。 |
| 2022年5月19日 | エクレール     | ジェニーハイの楽曲。ゲストボーカルとして参加。                                                                            |

### タイアップ曲
| 楽曲      | タイアップ                                                                                             | 時期   |
| --------- | --- | ------ |
| New story | テレビアニメ『精霊幻想記』オープニングテーマ                                                           | 2021年 |
| LOVE&MOON | テレビアニメ『勇者パーティーを追放されたビーストテイマー、最強種の猫耳少女と出会う』エンディングテーマ | 2022年 |

### キャラクターソング
| 発売日   | 商品名                                                                                            | 歌 | 楽曲 | 備考                                                                  |
| 2014年   | 2014年                                                                                            | 2014年 | 2014年 | 2014年                                                                |
| -------- | ------------------------------------------------------------------------------------------------- | --- | --- | --------------------------------------------------------------------- |
| 4月16日  | メッセージ - 歌ウタコ feat.40mP                                                                   | 歌ウタコ（高野麻里佳） | 「メッセージ」 | テレビアニメ『地下すぎアイドル あかえちゃん』エンディングテーマ       |
| 10月8日  | 千と二百の物語                                                                                    | TEAM OHENRO。 | 「千と二百の物語」 | テレビ番組『おへんろ。〜八十八歩記〜』オープニングテーマ              |
| 10月8日  | 千と二百の物語                                                                                    | TEAM OHENRO。 | 「おへんろ。数え唄〜徳島編〜」 | テレビ『おへんろ。〜八十八歩記〜』関連曲                              |
| 2016年   |                                                                                                   | | |                                                                       |
| 1月13日  | レザレクション/止まらない未来                                                                     | ネクストストーム | 「レザレクション」 | 劇場アニメ『Wake Up, Girls! Beyond the Bottom』挿入歌                 |
| 2月17日  | 最終列車/ハツコイノオト                                                                           | ウワサノペタルズ［しばりん（高野麻里佳）］ | 「最終列車」 「ハツコイノオト」 | ゲーム『SHOW BY ROCK!!』関連曲                                        |
| 11月25日 | 灼熱スイッチ                                                                                      | 雀が原中学卓球部 | 「灼熱スイッチ」 | テレビアニメ『灼熱の卓球娘』オープニングテーマ                        |
| 11月25日 | 灼熱スイッチ                                                                                      | 雀が原中学卓球部 | 「V字上昇Victory」 | テレビアニメ『灼熱の卓球娘』関連曲                                    |
| 11月30日 | ウマ娘 プリティーダービー STARTING GATE 01                                                        | スペシャルウィーク（和氣あず未）、サイレンススズカ（高野麻里佳）、トウカイテイオー（Machico） | 「Fanfare for Future!」 「うまぴょい伝説」                                                                                                   | ゲーム『ウマ娘 プリティーダービー』関連曲                             |
| 11月30日 | ウマ娘 プリティーダービー STARTING GATE 01                                                        | サイレンススズカ（高野麻里佳） | 「Silent Star」 | テレビアニメ『ウマ娘 プリティーダービー』エンディングテーマ           |
| 12月31日 | 永遠神剣・第三章 悠久のユーフォリア 宿命の涙 Two Princesses                                       | 『客星』のリーン・ホワイトスピリット（高野麻里佳） | 「鋼の理由」 | 『悠久のユーフォリア』関連曲                                          |
| 2017年   |                                                                                                   | | |                                                                       |
| 1月25日  | 灼熱の卓球娘 ダブルスソングシリーズ2 ハナビ&ほくと                                                | 天下ハナビ（高野麻里佳）、出雲ほくと（桑原由気） | 「ミッションインパクト」 「雀が原中学校校歌」                                                                                                | テレビアニメ『灼熱の卓球娘』関連曲                                    |
| 2月22日  | 灼熱の卓球娘 ユニットソングシリーズ2 ハナビ&ムネムネ&キルカ                                       | 天下ハナビ（高野麻里佳）、ムネムネ（今村彩夏）、後手キルカ（東城日沙子） | 「紛うことなき挑戦者」 「成長期STARS」 | テレビアニメ『灼熱の卓球娘』関連曲                                    |
| 2月24日  | 灼熱の卓球娘 BD・DVD第3巻初回生産限定版特典CD                                                     | 天下ハナビ（高野麻里佳） | 「Shuffle」 | テレビアニメ『灼熱の卓球娘』関連曲                                    |
| 5月10日  | あ・え・い・う・え・お・あお!!                                                                    | 劇団ひととせ | 「あ・え・い・う・え・お・あお!!」 | テレビアニメ『ひなこのーと』オープニングテーマ                        |
| 5月10日  | かーてんこーる!!!!!                                                                               | 劇団ひととせ | 「かーてんこーる!!!!!」 | テレビアニメ『ひなこのーと』エンディングテーマ                        |
| 6月28日  | ファンタシースターオンライン2 ジ アニメーション キャラクターソングCD Vol.2                        | マリカ（高野麻里佳）、リコ（小原莉子）、ユリカ（高木友梨香） | 「トキメキプレシャスドリーマー」 | テレビアニメ『ファンタシースターオンライン2 ジ アニメーション』関連曲 |
| 8月18日  | 異世界はスマートフォンとともに。キャラクターソングVol.2 八重&ユミナ                               | ユミナ・エルネア・ベルファスト（高野麻里佳） | 「Staring only you」 「純情エモーショナル」                                                                                                  | テレビアニメ『異世界はスマートフォンとともに。』関連曲                |
| 8月23日  | ほんとにほんと/きゃっちあんどりりーす                                                             | 鬼束千穂（高野麻里佳） | 「きゃっちあんどりりーす」 | ゲーム『オルタナティブガールズ』関連曲                                |
| 9月20日  | 異世界はスマートフォンとともに。BD/DVD早期予約特典CD                                              | エルゼ（内田真礼）、リンゼ（福緒唯）、八重（赤﨑千夏）、ユミナ（高野麻里佳）、スゥシィ（山下七海）、リーン（上坂すみれ） | 「純情エモーショナル」 | テレビアニメ『異世界はスマートフォンとともに。』エンディングテーマ    |
| 11月22日 | ウマ娘 プリティーダービー ANIMATION DERBY 00 ENDLESS DREAM!!                                      | スペシャルウィーク（和氣あず未）、サイレンススズカ（高野麻里佳）、トウカイテイオー（Machico） | 「ENDLESS DREAM!!」 | テレビアニメ『ウマ娘 プリティーダービー』挿入歌                       |
| 11月22日 | ウマ娘 プリティーダービー ANIMATION DERBY 00 ENDLESS DREAM!!                                      | サイレンススズカ（高野麻里佳） | 「ENDLESS DREAM!!」 | テレビアニメ『ウマ娘 プリティーダービー』関連曲                       |
| 2018年   |                                                                                                   | | |                                                                       |
| 1月24日  | カラーズぱわーにおまかせろ！                                                                      | カラーズ☆スラッシュ | 「カラーズぱわーにおまかせろ！」 | テレビアニメ『三ツ星カラーズ』オープニングテーマ                      |
| 1月24日  | カラーズぱわーにおまかせろ！                                                                      | カラーズ☆スラッシュ | 「上野☆ダイヤモンド」 | テレビアニメ『三ツ星カラーズ』関連曲                                  |
| 1月24日  | ミラクルカラーズ☆本日も異常ナシ！                                                                 | カラーズ☆スラッシュ | 「ミラクルカラーズ☆本日も異常ナシ！」 | テレビアニメ『三ツ星カラーズ』エンディングテーマ                      |
| 1月24日  | ミラクルカラーズ☆本日も異常ナシ！                                                                 | カラーズ☆スラッシュ | 「カラフルデイズ」 | テレビアニメ『三ツ星カラーズ』関連曲                                  |
| 1月24日  | カラーズぱわーにおまかせろ！ 初回盤                                                               | さっちゃん（高野麻里佳） | 「上野☆ダイヤモンド」 | テレビアニメ『三ツ星カラーズ』関連曲                                  |
| 1月24日  | ミラクルカラーズ☆本日も異常ナシ！ 初回盤                                                          | さっちゃん（高野麻里佳） | 「カラフルデイズ」 | テレビアニメ『三ツ星カラーズ』関連曲                                  |
| 3月24日  | 君と夜のアンチノミー                                                                              | ミシャラ（高野麻里佳） | 「君と夜のアンチノミー」 「ウタカタMoment」                                                                                                  | ゲーム『レイヤードストーリーズ ゼロ』関連曲                           |
| 3月28日  | 三ツ星カラーズ キャラクターソングシリーズ02 さっちゃん                                            | さっちゃん（高野麻里佳） | 「ゆけゆけ！おひさまガール！」 「最強無敵アイドルさっちゃんあらわる」 「カラーズぱわーにおまかせろ！」 「ミラクルカラーズ☆本日も異常ナシ！」 | テレビアニメ『三ツ星カラーズ』関連曲                                  |
| 3月28日  | フィギュアヘッズ オリジナル・サウンドトラック                                                     | 神楽（本渡楓）、雅（高野麻里佳） | 「たてよ!波風!!」 | ゲーム『フィギュアヘッズ』関連曲                                      |
| 4月4日   | ファンタシースターオンライン2 ジ アニメーション 主題歌・キャラクターソング コンプリートベスト     | マリカ（高野麻里佳） | 「トキメキプレシャスドリーマー」 | テレビアニメ『ファンタシースターオンライン2 ジ アニメーション』関連曲 |
| 4月25日  | ウマ娘 プリティーダービー ANIMATION DERBY 01 Make debut!                                          | スピカ | 「Make debut!」 | テレビアニメ『ウマ娘 プリティーダービー』オープニングテーマ           |
| 4月25日  | ウマ娘 プリティーダービー ANIMATION DERBY 01 Make debut!                                          | サイレンススズカ（高野麻里佳） | 「七色の景色」 | テレビアニメ『ウマ娘 プリティーダービー』挿入歌                       |
| 5月9日   | ウマ娘 プリティーダービー ANIMATION DERBY 02 グロウアップ・シャイン！                             | スピカ | 「グロウアップ・シャイン！」 | テレビアニメ『ウマ娘 プリティーダービー』エンディングテーマ           |
| 7月25日  | ウマ娘 プリティーダービー ANIMATION DERBY 03 Special Record!/Find My Only Way                     | スペシャルウィーク（和氣あず未）、サイレンススズカ（高野麻里佳）、トウカイテイオー（Machico）、ウオッカ（大橋彩香）、ダイワスカーレット（木村千咲）、ゴールドシップ（上田瞳）、メジロマックイーン（大西沙織）、エルコンドルパサー（高橋未奈美）、グラスワンダー（前田玲奈）、シンボリルドルフ（田所あずさ）、エアグルーヴ（青木瑠璃子）、ヒシアマゾン（巽悠衣子）、フジキセキ（松井恵理子）、マルゼンスキー（Lynn）、テイエムオペラオー（徳井青空）、ビワハヤヒデ（近藤唯）、ナリタブライアン（相坂優歌）、オグリキャップ（高柳知葉） | 「Special Record!」 | テレビアニメ『ウマ娘 プリティーダービー』挿入歌                       |
| 7月25日  | ウマ娘 プリティーダービー ANIMATION DERBY 03 Special Record!/Find My Only Way                     | スピカ | 「Find My Only Way」 | テレビアニメ『ウマ娘 プリティーダービー』エンディングテーマ           |
| 7月25日  | ウマ娘 プリティーダービー ANIMATION DERBY 03 Special Record!/Find My Only Way                     | スペシャルウィーク（和氣あず未）、サイレンススズカ（高野麻里佳）、トウカイテイオー（Machico）、ウオッカ（大橋彩香）、ダイワスカーレット（木村千咲）、ゴールドシップ（上田瞳）、メジロマックイーン（大西沙織）、エルコンドルパサー（高橋未奈美）、グラスワンダー（前田玲奈）、セイウンスカイ（鬼頭明里）、キングヘイロー（佐伯伊織）、ハルウララ（首藤志奈）、シンボリルドルフ（田所あずさ）、タイキシャトル（大坪由佳）、エアグルーヴ（青木瑠璃子）、ヒシアマゾン（巽悠衣子）、フジキセキ（松井恵理子）、マルゼンスキー（Lynn）、テイエムオペラオー（徳井青空）、ビワハヤヒデ（近藤唯）、ナリタブライアン（相坂優歌）、オグリキャップ（高柳知葉）、スーパークリーク（優木かな）、タマモクロス（大空直美）、イナリワン（井上遥乃）、ウイニングチケット（渡部優衣）、メジロライアン（土師亜文）、メジロドーベル（久保田ひかり）、ナイスネイチャ（前田佳織里）、エイシンフラッシュ（藤野彩水）、マチカネフクキタル（新田ひより）、メイショウドトウ（和多田美咲） | 「うまぴょい伝説」 | テレビアニメ『ウマ娘 プリティーダービー』エンディングテーマ           |
| 8月29日  | ENDLESS!!!!                                                                                       | SHOWBYROCK!! Family | 「Eternal Unity-明日へのメロディ-」 | ゲーム『SHOW BY ROCK!!』関連曲                                        |
| 9月12日  | ウマ娘 プリティーダービー ANIMATION DERBY 05                                                      | スペシャルウィーク（和氣あず未）、サイレンススズカ（高野麻里佳）、トウカイテイオー（Machico）、ウオッカ（大橋彩香）、ダイワスカーレット（木村千咲）、ゴールドシップ（上田瞳）、メジロマックイーン（大西沙織） | 「Special Record!」 | テレビアニメ『ウマ娘 プリティーダービー』関連曲                       |
| 10月13日 | 走れウマ娘/ぱかチューブっ！ですが、何か？                                                         | スペシャルウィーク（和氣あず未）、サイレンススズカ（高野麻里佳）、トウカイテイオー（Machico）、ゴールドシップ（上田瞳）、タマモクロス（大空直美）、ウイニングチケット（渡部優衣）、駿川たづな（藤井ゆきよ）、実況の赤坂さん（明坂聡美） | 「走れウマ娘」 | ゲーム『ウマ娘 プリティーダービー』関連曲                             |
| 10月15日 | Impossible Love                                                                                   | ミシャラ（高野麻里佳） | 「Impossible Love」 | ゲーム『レイヤードストーリーズ ゼロ』関連曲                           |
| 2019年   |                                                                                                   | | |                                                                       |
| 3月20日  | 花咲キオトメ                                                                                      | 七花少女 | 「花咲キオトメ」 「スノードロップ」 | ゲーム『Tokyo 7th シスターズ』関連曲                                  |
| 4月17日  | 百華繚乱                                                                                          | 加州清光（桑原由気）、瓶割刀（高野麻里佳）、狐ヶ崎為次（谷口夢奈）、三十二年式軍刀甲（鬼頭明里） | 「GO DIVE!」 | ゲーム『天華百剣 -斬-』関連曲                                         |
| 10月23日 | On the Board                                                                                      | 武笠美姫（宮下早紀）、高屋敷綾（高野麻里佳）、大野翠（富田美憂） | 「On the Board」 | テレビアニメ『放課後さいころ倶楽部』エンディングテーマ                |
| 10月23日 | On the Board                                                                                      | 武笠美姫（宮下早紀）、高屋敷綾（高野麻里佳）、大野翠（富田美憂） | 「笑顔のパスポート」 | テレビアニメ『放課後さいころ倶楽部』関連曲                            |
| 11月6日  | 勇気の歌                                                                                          | 乃木若葉（大橋彩香）、上里ひなた（高野麻里佳）、高嶋友奈（照井春佳）、郡千景（鈴木愛奈）、土居球子（本渡楓）、伊予島杏（近藤玲奈） | 「キボウノツボミ」 「勇気のバトン」 | ゲーム『結城友奈は勇者である 花結いのきらめき』関連曲                 |
| 11月20日 | Torchlight〜夢の灯り〜                                                                            | KiraraQuintet | 「Torchlight〜夢の灯り〜」 | ゲーム『きららファンタジア』主題歌                                    |
| 12月4日  | マイ・グラデイション/SCARLET                                                                      | 七花少女 | 「マイ・グラデイション」 | ゲーム『Tokyo 7th シスターズ』関連曲                                  |
| 12月18日 | SHOW BY ROCK!! BEST Vol.3                                                                         | ウワサノペタルズ［しばりん（高野麻里佳）］ | 「永遠なんて嘘ばかりだった」 「一秒の歌」 「さよなら、僕らのラブソング。」                                                                   | ゲーム『SHOW BY ROCK!!』関連曲                                        |
| 12月25日 | 三ツ星カラーズ Blu-ray BOX Amazon特典CD                                                           | カラーズ☆スラッシュ | 「三ツ星☆☆☆エブリデイ」 | テレビアニメ『三ツ星カラーズ』関連曲                                  |
| 2020年   |                                                                                                   | | |                                                                       |
| 8月5日   | ひらいて☆ミュージックゲート                                                                       | みゅー（豊崎愛生）、ぺこ（久保ユリカ）、すう（金元寿子）、ねね（高野麻里佳） | 「ラララ♪ミュークルマーチ」 | テレビアニメ『ミュークルドリーミー』関連曲                            |
| 12月23日 | 荒野のコトブキ飛行隊 大空のテイクオフガールズ！ チームソングミニアルバム                          | ハルカゼ飛行隊 | 「FLAP!」 | ゲーム『荒野のコトブキ飛行隊 大空のテイクオフガールズ！』関連曲       |
| 2021年   |                                                                                                   | | |                                                                       |
| 2月24日  | ウマ娘 プリティーダービー ANIMATION DERBY Season 2 vol.1「ユメヲカケル！」                        | スペシャルウィーク（和氣あず未）、サイレンススズカ（高野麻里佳）、トウカイテイオー（Machico）、ウオッカ（大橋彩香）、ダイワスカーレット（木村千咲）、ゴールドシップ（上田瞳）、メジロマックイーン（大西沙織） | 「ユメヲカケル！」 | テレビアニメ『ウマ娘 プリティーダービー Season 2』オープニングテーマ  |
| 3月16日  | Searchlight ―夢とうつつの物語―                                                                    | KiraraTerzett | 「Searchlight ―夢とうつつの物語―」 | ゲーム『きららファンタジア』第2部主題歌                               |
| 3月17日  | ウマ娘 プリティーダービー WINNING LIVE 01                                                         | スペシャルウィーク（和氣あず未）、サイレンススズカ（高野麻里佳）、トウカイテイオー（Machico）、マルゼンスキー（Lynn）、オグリキャップ（高柳知葉）、ゴールドシップ（上田瞳）、ウオッカ（大橋彩香）、ダイワスカーレット（木村千咲）、タイキシャトル（大坪由佳）、グラスワンダー（前田玲奈）、メジロマックイーン（大西沙織）、エルコンドルパサー（髙橋ミナミ）、シンボリルドルフ（田所あずさ）、エアグルーヴ（青木瑠璃子）、マヤノトップガン（星谷美緒）、メジロライアン（土師亜文）、ライスシャワー（石見舞菜香）、アグネスタキオン（上坂すみれ）、ウイニングチケット（渡部優衣）、サクラバクシンオー（三澤紗千香）、スーパークリーク（優木かな）、ハルウララ（首藤志奈）、マチカネフクキタル（新田ひより）、ナイスネイチャ（前田佳織里）、キングヘイロー（佐伯伊織） | 「GIRLS' LEGEND U」 | ゲーム『ウマ娘 プリティーダービー』オープニングテーマ                 |
| 3月17日  | ウマ娘 プリティーダービー WINNING LIVE 01                                                         | スペシャルウィーク（和氣あず未）、サイレンススズカ（高野麻里佳）、トウカイテイオー（Machico）、マルゼンスキー（Lynn）、オグリキャップ（高柳知葉）、ゴールドシップ（上田瞳）、ウオッカ（大橋彩香）、ダイワスカーレット（木村千咲）、タイキシャトル（大坪由佳）、グラスワンダー（前田玲奈）、メジロマックイーン（大西沙織）、エルコンドルパサー（髙橋ミナミ）、シンボリルドルフ（田所あずさ）、エアグルーヴ（青木瑠璃子）、マヤノトップガン（星谷美緒）、メジロライアン（土師亜文）、ライスシャワー（石見舞菜香）、アグネスタキオン（上坂すみれ）、ウイニングチケット（渡部優衣）、サクラバクシンオー（三澤紗千香）、スーパークリーク（優木かな）、ハルウララ（首藤志奈）、マチカネフクキタル（新田ひより）、ナイスネイチャ（前田佳織里）、キングヘイロー（佐伯伊織） | 「うまぴょい伝説」 | ゲーム『ウマ娘 プリティーダービー』関連曲                             |
| 3月31日  | ウマ娘 プリティーダービー ANIMATION DERBY Season 2 vol.3 Original Sound Track                     | スペシャルウィーク（和氣あず未）、サイレンススズカ（高野麻里佳）、トウカイテイオー（Machico）、ウオッカ（大橋彩香）、ダイワスカーレット（木村千咲）、ゴールドシップ（上田瞳）、メジロマックイーン（大西沙織）、シンボリルドルフ（田所あずさ）、ナイスネイチャ（前田佳織里）、ツインターボ（花井美春）、イクノディクタス（田澤茉純）、マチカネタンホイザ（遠野ひかる）、メジロパーマー（のぐちゆり）、ダイタクヘリオス（山根綺）、ミホノブルボン（長谷川育美）、ライスシャワー（石見舞菜香）、ビワハヤヒデ（近藤唯）、ナリタタイシン（渡部恵子）、ウイニングチケット （渡部優衣）、キタサンブラック（矢野妃菜喜）、サトノダイヤモンド（立花日菜）、マルゼンスキー（Lynn）、マヤノトップガン（星谷美緒）、ヒシアケボノ（松嵜麗）、エアグルーヴ（青木瑠璃子）、マチカネフクキタル（新田ひより）、メイショウドトウ（和多田美咲）、セイウンスカイ（鬼頭明里）、グラスワンダー（前田玲奈）、エルコンドルパサー（髙橋ミナミ）、サクラバクシンオー（三澤紗千香）、メジロライアン（土師亜文）、メジロドーベル（久保田ひかり）、ナリタブライアン（衣川里佳） | 「うまぴょい伝説（TV Size）」 | テレビアニメ『ウマ娘 プリティーダービー Season 2』エンディングテーマ  |
| 6月16日  | うまよん ミニアルバム                                                                             | サイレンススズカ（高野麻里佳）、スマートファルコン（大和田仁美）、ミホノブルボン（長谷川育美）、マルゼンスキー（Lynn）、アイネスフウジン（嶺内ともみ） | 「逃げ切りっ！Fallin' Love」 | テレビアニメ『うまよん』主題歌                                        |
| 6月16日  | SHOW BY ROCK!! STARS!! BD第3巻特典CD                                                              | シアン（稲川英里）、阿（早見沙織）、アイレーン（野口瑠璃子）、しばりん（高野麻里佳） | 「グッデイバイデイ」 | テレビアニメ『SHOW BY ROCK!! STARS!!』関連曲                          |
| 8月28日  | 3rd EVENT WINNING DREAM STAGE Solo Vocal Tracks Vol.2                                             | サイレンススズカ（高野麻里佳） | 「ユメヲカケル！」 | テレビアニメ『ウマ娘 プリティーダービー Season 2』関連曲              |
| 12月14日 | 秋の空とこころ コスモス                                                                           | 七花少女 | 「秋の空とこころ コスモス」 | ゲーム『Tokyo 7th シスターズ』関連曲                                  |
| 2022年   |                                                                                                   | | |                                                                       |
| 2月9日   | ウマ娘 プリティーダービー WINNING LIVE 03                                                         | サイレンススズカ（高野麻里佳）、アグネスタキオン（上坂すみれ） | 「transforming」 | ゲーム『ウマ娘 プリティーダービー』関連曲                             |
| 2月9日   | ウマ娘 プリティーダービー WINNING LIVE 03                                                         | サイレンススズカ（高野麻里佳）、タイキシャトル（大坪由佳）、アグネスデジタル（鈴木みのり）、ミホノブルボン（長谷川育美）、ライスシャワー（石見舞菜香）、アグネスタキオン（上坂すみれ）、シンコウウインディ（高田憂希）、スマートファルコン（大和田仁美）、ハルウララ（首藤志奈）、マチカネフクキタル（新田ひより）、メジロドーベル（久保田ひかり）、キングヘイロー（佐伯伊織） | 「うまぴょい伝説」 | ゲーム『ウマ娘 プリティーダービー』関連曲                             |
| 2月22日  | ウマ娘 プリティーダービー Solo Vocal Tracks Vol.3 -4th EVENT SPECIAL DREAMERS!!-                  | サイレンススズカ（高野麻里佳） | 「Never Looking Back（Game Size）」 | ゲーム『ウマ娘 プリティーダービー』関連曲                             |
| 2月25日  | 対角線を繋いでよ                                                                                  | ウワサノペタルズ［しばりん（高野麻里佳）］ | 「対角線を繋いでよ」 | ゲーム『SHOW BY ROCK!! Fes A Live』関連曲                             |
| 4月27日  | ウマ娘 プリティーダービー WINNING LIVE 05                                                         | スペシャルウィーク（和氣あず未）、サイレンススズカ（高野麻里佳）、トウカイテイオー（Machico）、オグリキャップ（高柳知葉）、ゴールドシップ（上田瞳）、メジロマックイーン（大西沙織）、テイエムオペラオー（徳井青空）、ナリタブライアン（衣川里佳）、シンボリルドルフ（田所あずさ）、タマモクロス（大空直美）、メジロライアン（土師亜文）、アドマイヤベガ（咲々木瞳）、サクラバクシンオー（三澤紗千香）、ミスターシービー（天海由梨奈）、メジロドーベル（久保田ひかり）、マチカネタンホイザ（遠野ひかる）、サトノダイヤモンド（立花日菜）、キタサンブラック（矢野妃菜喜）、サクラチヨノオー（野口瑠璃子）、メジロアルダン（会沢紗弥）、ヤエノムテキ（日原あゆみ）、ナリタトップロード（中村カンナ） | 「We are DREAMERS!!」 | ゲーム『ウマ娘 プリティーダービー』関連曲                             |
| 4月27日  | ウマ娘 プリティーダービー WINNING LIVE 05                                                         | スペシャルウィーク（和氣あず未）、サイレンススズカ（高野麻里佳）、トウカイテイオー（Machico）、オグリキャップ（高柳知葉）、ゴールドシップ（上田瞳）、メジロマックイーン（大西沙織）、テイエムオペラオー（徳井青空）、ナリタブライアン（衣川里佳）、シンボリルドルフ（田所あずさ）、アグネスデジタル（鈴木みのり）、タマモクロス（大空直美）、マヤノトップガン（星谷美緒）、メジロライアン（土師亜文）、アドマイヤベガ（咲々木瞳）、サクラバクシンオー（三澤紗千香）、スマートファルコン（大和田仁美）、ニシノフラワー（河井晴菜）、ハルウララ（首藤志奈）、マーベラスサンデー（三宅麻理恵）、ミスターシービー（天海由梨奈）、メジロドーベル（久保田ひかり）、ナイスネイチャ（前田佳織里）、マチカネタンホイザ（遠野ひかる）、ツインターボ（花井美春）、サトノダイヤモンド（立花日菜）、キタサンブラック（矢野妃菜喜）、サクラチヨノオー（野口瑠璃子）、メジロアルダン（会沢紗弥）、ヤエノムテキ（日原あゆみ）、ナリタトップロード（中村カンナ） | 「うまぴょい伝説」 | ゲーム『ウマ娘 プリティーダービー』関連曲                             |
| 7月6日   | くノ一ツバキの胸の内 あかね組音楽集                                                               | ヒナギク（高野麻里佳）、キブシ（長縄まりあ）、オニユリ（大地葉） | 「あかね組活動日誌 〜午班〜」 | テレビアニメ『くノ一ツバキの胸の内』エンディングテーマ                |
| 7月6日   | くノ一ツバキの胸の内 あかね組音楽集                                                               | あかね組ねうしとらうたつみうまひつじさるとりいぬい | 「あかね組活動日誌 〜ねうしとらうたつみうまひつじさるとりいぬい大集合！〜」                                                                  | テレビアニメ『くノ一ツバキの胸の内』エンディングテーマ                |
| 8月17日  | ウマ娘 プリティーダービー WINNING LIVE 07                                                         | スペシャルウィーク（和氣あず未）、サイレンススズカ（高野麻里佳）、ゴールドシップ（上田瞳）、メジロマックイーン（大西沙織）、ナリタブライアン（衣川里佳）、ライスシャワー（石見舞菜香）、ウイニングチケット（渡部優衣） | 「笑顔の宝物 -Beyond The Future!-」 | ゲーム『ウマ娘 プリティーダービー』関連曲                             |
| 8月17日  | ウマ娘 プリティーダービー WINNING LIVE 07                                                         | スペシャルウィーク（和氣あず未）、サイレンススズカ（高野麻里佳）、ゴールドシップ（上田瞳）、メジロマックイーン（大西沙織）、ナリタブライアン（衣川里佳）、マヤノトップガン（星谷美緒）、メジロライアン（土師亜文）、ライスシャワー（石見舞菜香）、ウイニングチケット（渡部優衣）、マーベラスサンデー（三宅麻理恵）、メジロドーベル（久保田ひかり）、メジロパーマー（のぐちゆり）、メジロアルダン（会沢紗弥）、メジロブライト（大西綺華）、サクラローレル（真野美月） | 「うまぴょい伝説」 | ゲーム『ウマ娘 プリティーダービー』関連曲                             |
| 9月28日  | ウマ娘 プリティーダービー WINNING LIVE 08                                                         | スペシャルウィーク（和氣あず未）、サイレンススズカ（高野麻里佳）、ゴールドシップ（上田瞳）、メジロマックイーン（大西沙織）、ナリタブライアン（衣川里佳）、ライスシャワー（石見舞菜香）、ウイニングチケット（渡部優衣） | 「Precious Star Dreamer」 | ゲーム『ウマ娘 プリティーダービー』関連曲                             |
| 9月28日  | ウマ娘 プリティーダービー WINNING LIVE 08                                                         | スペシャルウィーク（和氣あず未）、サイレンススズカ（高野麻里佳）、ゴールドシップ（上田瞳）、ウオッカ（大橋彩香）、ダイワスカーレット（木村千咲）、メジロマックイーン（大西沙織）、ナリタブライアン（衣川里佳）、マヤノトップガン（星谷美緒）、ライスシャワー（石見舞菜香）、ウイニングチケット（渡部優衣）、スマートファルコン（大和田仁美）、ダイタクヘリオス（山根綺）、サクラローレル（真野美月）、ヤマニンゼファー（今泉りおな）、ダイイチルビー（礒部花凜）、アストンマーチャン（井上ほの花）、ケイエスミラクル（佐藤日向）、コパノリッキー（稲垣好）、ホッコータルマエ（菊池紗矢香）、ワンダーアキュート（須藤叶希） | 「うまぴょい伝説」 | ゲーム『ウマ娘 プリティーダービー』関連曲                             |
| 9月30日  | 駆け抜ける旅人                                                                                    | ウワサノペタルズ［しばりん（高野麻里佳）］ | 「駆け抜ける旅人」 | ゲーム『SHOW BY ROCK!! Fes A Live』関連曲                             |
| 10月4日  | ウマ娘 プリティーダービー Solo Vocal Tracks Vol.5 －4th EVENT SPECIAL DREAMERS!! EXTRA STAGE－    | サイレンススズカ（高野麻里佳） | 「We are DREAMERS!!（Game Size）」 「笑顔の宝物 -Beyond The Future!-（Game Size）」                                                          | ゲーム『ウマ娘 プリティーダービー』関連曲                             |
| 11月30日 | Flop Around                                                                                       | 和泉沢愛生（伊藤美来）、アメリア・アーヴィング（竹達彩奈）、イリヤ・イリューヒン（高橋李依）、バイ・モンファ（金元寿子）、カリン・イステル（高野麻里佳） | 「Flop Around」 | テレビアニメ『恋愛フロップス』エンディングテーマ                      |
| 2023年   |                                                                                                   | | |                                                                       |
| 1月25日  | 恋愛フロップス Blu-ray BOX上巻 エンディングテーマ ソロver.DLカード                                | カリン・イステル（高野麻里佳） | 「Flop Around」 | テレビアニメ『恋愛フロップス』エンディングテーマ                      |
| 2月15日  | ひめごと＊クライシスターズ                                                                        | ONIMAI SISTERS | 「ひめごと＊クライシスターズ」 | テレビアニメ『お兄ちゃんはおしまい！』エンディングテーマ              |
| 2月15日  | ひめごと＊クライシスターズ                                                                        | 緒山まひろ（高野麻里佳） | 「ひめごと＊クライシスターズ」 | テレビアニメ『お兄ちゃんはおしまい！』関連曲                          |
| 3月29日  | アニメ『うまゆる』アルバム                                                                        | スペシャルウィーク（和氣あず未）、サイレンススズカ（高野麻里佳）、トウカイテイオー（Machico）、マルゼンスキー（Lynn）、オグリキャップ（高柳知葉）、ゴールドシップ（上田瞳）、ウオッカ（大橋彩香）、ダイワスカーレット（木村千咲）、グラスワンダー（前田玲奈）、メジロマックイーン（大西沙織）、エルコンドルパサー（髙橋ミナミ）、テイエムオペラオー（徳井青空）、シンボリルドルフ（田所あずさ）、エアグルーヴ（青木瑠璃子）、アグネスデジタル（鈴木みのり）、セイウンスカイ（鬼頭明里）、ファインモーション（橋本ちなみ）、マヤノトップガン（星谷美緒）、ユキノビジン（山本希望）、アグネスタキオン（上坂すみれ）、イナリワン（井上遥乃）、ウイニングチケット（渡部優衣）、エアシャカール（津田美波）、トーセンジョーダン（鈴木絵理）、ナカヤマフェスタ（下地紫野）、ナリタタイシン（渡部恵子）、ハルウララ（首藤志奈）、マチカネフクキタル（新田ひより）、メイショウドトウ（和多田美咲）、キングヘイロー（佐伯伊織）、マチカネタンホイザ（遠野ひかる）、ダイタクヘリオス（山根綺）、ツインターボ（花井美春）、シリウスシンボリ（ファイルーズあい）、ツルマルツヨシ（青山吉能）、シンボリクリスエス（春川芽生）、タニノギムレット（松岡美里）、ハッピーミーク（吉咲みゆ） | 「うまぴょい伝説（Game Size）」 | Webアニメ『うまゆる』エンディングテーマ                               |
| 5月3日   | リアルダイヤモンド/イセカイジュエリー                                                             | ユミナ（高野麻里佳）、エルゼ（内田真礼）、リンゼ（福緒唯） | 「イセカイジュエリー」 | テレビアニメ『異世界はスマートフォンとともに。2』エンディングテーマ   |
| 5月3日   | リアルダイヤモンド/イセカイジュエリー                                                             | ユミナ（高野麻里佳）、エルゼ（内田真礼）、リンゼ（福緒唯）、八重（赤崎千夏）、スゥシィ（山下七海）、リーン（上坂すみれ） | 「イセカイジュエリー」 | テレビアニメ『異世界はスマートフォンとともに。2』エンディングテーマ   |
| 5月3日   | リアルダイヤモンド/イセカイジュエリー                                                             | ユミナ（高野麻里佳）、エルゼ（内田真礼）、リンゼ（福緒唯）、八重（赤崎千夏）、スゥシィ（山下七海）、リーン（上坂すみれ）、ルーシア（高木美佑）、ヒルデガルド（芹澤優）、桜（久保田未夢） | 「イセカイジュエリー」 | テレビアニメ『異世界はスマートフォンとともに。2』エンディングテーマ   |
| 6月5日   | イセカイジュエリー（ユミナver.）                                                                  | ユミナ・エルネア・ベルファスト（高野麻里佳） | 「イセカイジュエリー」 | テレビアニメ『異世界はスマートフォンとともに。2』関連曲               |
| 11月1日  | ウマ娘 プリティーダービー Season 3 ANIMATION DERBY Season 3 vol.2「アコガレChallenge Dash!!」     | キタサンブラック（矢野妃菜喜）、スペシャルウィーク（和氣あず未）、サイレンススズカ（高野麻里佳）、トウカイテイオー（Machico）、ウオッカ（大橋彩香）、ダイワスカーレット（木村千咲）、ゴールドシップ（上田瞳）、メジロマックイーン（大西沙織） | 「アコガレChallenge Dash!!」 | テレビアニメ『ウマ娘 プリティーダービー Season 3』エンディングテーマ  |
| 11月1日  | ウマ娘 プリティーダービー Season 3 ANIMATION DERBY Season 3 vol.2「アコガレChallenge Dash!!」     | キタサンブラック（矢野妃菜喜）、スペシャルウィーク（和氣あず未）、サイレンススズカ（高野麻里佳）、トウカイテイオー（Machico）、ウオッカ（大橋彩香）、ダイワスカーレット（木村千咲）、ゴールドシップ（上田瞳）、メジロマックイーン（大西沙織） | 「うまぴょい伝説」 | テレビアニメ『ウマ娘 プリティーダービー Season 3』関連曲              |
| 2024年   |                                                                                                   | | |                                                                       |
| 1月10日  | TVアニメ『ウマ娘 プリティーダービー Season 3』ANIMATION DERBY Season 3 vol.3 Original Sound Track | キタサンブラック（矢野妃菜喜）、サトノダイヤモンド（立花日菜）、サトノクラウン（鈴代紗弓）、シュヴァルグラン（夏吉ゆうこ）、サウンズオブアース（MAKIKO）、ドゥラメンテ（秋奈）、トウカイテイオー（Machico）、メジロマックイーン（大西沙織）、ゴールドシップ（上田瞳）、スペシャルウィーク（和氣あず未）、サイレンススズカ（高野麻里佳）、ウオッカ（大橋彩香）、ダイワスカーレット（木村千咲）、ナイスネイチャ（前田佳織里）、ツインターボ（花井美春）、イクノディクタス（田澤茉純）、マチカネタンホイザ（遠野ひかる）、ロイスアンドロイス（田辺留依）、ヴィルシーナ（奥野香耶）、ヴィブロス（伊藤彩沙）、シンボリルドルフ（田所あずさ）、エアグルーヴ（青木瑠璃子）、ミホノブルボン（長谷川育美）、ライスシャワー（石見舞菜香）、サクラバクシンオー（三澤紗千香）、トーセンジョーダン（鈴木絵理）、マチカネフクキタル（新田ひより）、メイショウドトウ（和多田美咲）、メジロパーマー（のぐちゆり）、ダイタクヘリオス（山根綺）、コパノリッキー（稲垣好） | 「うまぴょい伝説」 | テレビアニメ『ウマ娘 プリティーダービー Season 3』エンディングテーマ  |
| 8月31日  | ウマ娘 プリティーダービー Solo Vocal Tracks Vol.10 Twinkle Circle! in HAKODATE                    | サイレンススズカ（高野麻里佳） | 「トレセン音頭（Game Size）」 | ゲーム『ウマ娘 プリティーダービー』関連曲                             |
| 2025年   |                                                                                                   | | |                                                                       |
| 1月19日  | ブルーアーカイブ 青春あんさんぶる Vol.10 「風紀委員会」                                           | 風紀委員会 | 「純真レゾンデートル」 | ゲーム『ブルーアーカイブ -Blue Archive-』関連曲                       |
| 6月25日  | TVアニメ『紫雲寺家の子供たち』音楽歌集「Sibphony:)」                                              | 紫雲寺家の子供たち | 「LIKE YOU o(>< = ><)o LOVE YOU?」 | テレビアニメ『紫雲寺家の子供たち』エンディングテーマ                  |

### その他参加楽曲
| 発売日        | 商品名                | 歌                              | 楽曲                             | 備考 |
| ------------- | --------------------- | ------------------------------- | -------------------------------- | ---- |
| 2015年4月24日 | MAUSU DIVA CROSS      | 高野麻里佳                      | 「カレイドスコープラネット」     |      |
| 2016年2月3日  | ウインカー            | 特撮 / コーラス：高野麻里佳     | 「音の中へ」                     |      |
| 2016年11月5日 | SOROR                 | ヤマモトショウ feat. 高野麻里佳 | 「みんなわがまま」               |      |
| 2017年7月31日 | MAUSU THEATER Vol.012 | 高野麻里佳                      | 「プリズマティックシンフォニー」 |      |
| 2018年9月30日 | MAUSU THEATER Vol.026 | 高野麻里佳                      | 「聲の先へ」                     |      |
| 2019年5月4日  | PiecePiecePiece       | 増田ゆき、高野麻里佳            | 「TOKIMEKI WEEKEND」             |      |

## ライブ・イベント

### 単独ライブ
| 開催日        | タイトル                                         | 会場                 | 備考      |
| ------------- | ------------------------------------------------ | -------------------- | --------- |
| 2022年1月10日 | 高野麻里佳 1st LIVE 〜夢みたい、でも夢じゃない〜 | 日本青年館（東京都） | 昼夜2公演 |
| 2022年9月10日 | 高野麻里佳 2nd LIVE 〜LOVE&MOON〜                | 豊洲PIT（東京都）    | 昼夜2公演 |

### 合同ライブ
| 出演日              | タイトル                                                                       | 会場                                                 | 備考               |
| ------------------- | ------------------------------------------------------------------------------ | ---------------------------------------------------- | ------------------ |
| 2017年7月1日        | ウマ娘 1st EVENT「Special Weekend！」                                          | 舞浜アンフィシアター（千葉県）                       |                    |
| 2018年8月25日       | Animelo Summer Live 2018 "OK!"                                                 | さいたまスーパーアリーナ（埼玉県）                   |                    |
| 2018年8月31日       | SHOW BY ROCK!! presents「3969 MIDILAND 2018〜夏祭りだにゃ!! 集まれSB69er!!〜」 | 新木場STUDIO COAST（東京都）                         |                    |
| 2018年10月14日      | ウマ娘 プリティーダービー 2nd EVENT「Sound Fanfare！」                         | 幕張メッセイベントホール（千葉県）                   |                    |
| 2019年7月13日・14日 | Tokyo 7th シスターズ 5th Anniversary Live -SEASON OF LOVE- in Makuhari Messe   | 幕張メッセ国際展示場9-11ホール（千葉県）             |                    |
| 2019年11月24日      | 「SHOW BY ROCK!!」3969 GRATEFUL ROCK FESTIVAL                                  | オリンパスホール八王子（東京都）                     |                    |
| 2020年9月27日       | SHOW BY ROCK!! 3969 Festival 2020 〜6（ROCK）時間だょ♪全ロッカー集合!!〜       |                                                      | オンラインイベント |
| 2021年8月28日・29日 | ウマ娘 プリティーダービー 3rd EVENT WINNING DREAM STAGE                        | 東京ガーデンシアター（東京都）                       |                    |
| 2022年3月5日・6日   | ウマ娘 プリティーダービー 4th EVENT SPECIAL DREAMERS!! 東京公演                | 武蔵野の森総合スポーツプラザメインアリーナ（東京都） |                    |

## 書籍

### 雑誌連載
- ま！りんかねーしょん！（『声優パラダイスR』Vol.12 - 、秋田書店）[300]

### WEB連載
- no title（2021年 - 、FRIDAYサブスクリプション）[301]

### 写真集
- まりん夏（2018年7月30日、秋田書店）ISBN 978-4-253-01098-6

### トレーディングカード
- Voice Actor Card Collection
  - VOL.08 高野麻里佳『まりんか日和』（2022年2月22日、ブシロードクリエイティブ）[302]
  - VOL.15 高野麻里佳『まりんか日和2』（2025年2月22日、ブシロードクリエイティブ）[303]